# Ивелин Спасов
Ивелин Спасов е български футболист, офанзивен полузащитник. Роден е на 2 май 1973 г. в Тутракан. Висок е 180 см и тежи 78 кг. Играл е за , Дунав, Шумен, Левски София, Велбъжд, Пирин, Левски (Главиница), Трансмариска (Тутракан), немските отбори Алтмарк Стендал и Бабелсберг и в Гърция. , финалист за Купата на ПФЛ през 1995 г. с Дунав.
Стилян Спасов ще продължи футболната традиция на Ивелин Спасов. Синът на Ивелин играе в Лудогорец-юношите до 19 години и значима фигура в състава.

## Статистика по сезони
- Етър - 1992/93 - А група, 11 мача/9 гола
- НСА - 1993 /есен/, "В" Зонова група "София"
- Ботев (Пд) - 1993/94 - А група, 16/8
- Дунав - 1994/95 - Б група, 33/37
- Шумен - 1995/96 - А група, 27/10
- Шумен - 1996/97 - Б група, 23/11
- Велбъжд - 1997/98 - А група, 56/38
- Пирин - 1998/99 - А група, 48/29
- Лок Стендал - 1999/ес. - Регионаллига Север, 15/4
- Бабелсберг - 2000/пр. - Регионаллига Север, 10/1
- Лок Стендал - 2000/01 - Оберлига Север, 24/15
- Лок Стендал - 2001/02 - Оберлига Север, 29/17
- ПАС Патрайкос - 2002/ес. - Бета Етники, 3/0
- Трансмариска - 2004/05 - "A" ОФГ, 24/30
- Левски (Гл) - 2005/ес. - В група, 26/27
- Кубрат - 2008-2009 - В група,22/14
- Белица (Белица)- 2009- – Североизточна В група
- Кубрат -гр. Кубрат- 2018/2019- В РФГ|]]- 16/14
- Локомотив (Русе) - 2022/23 - Североизточна Трета лига, 7 мача